# Культурна ікона

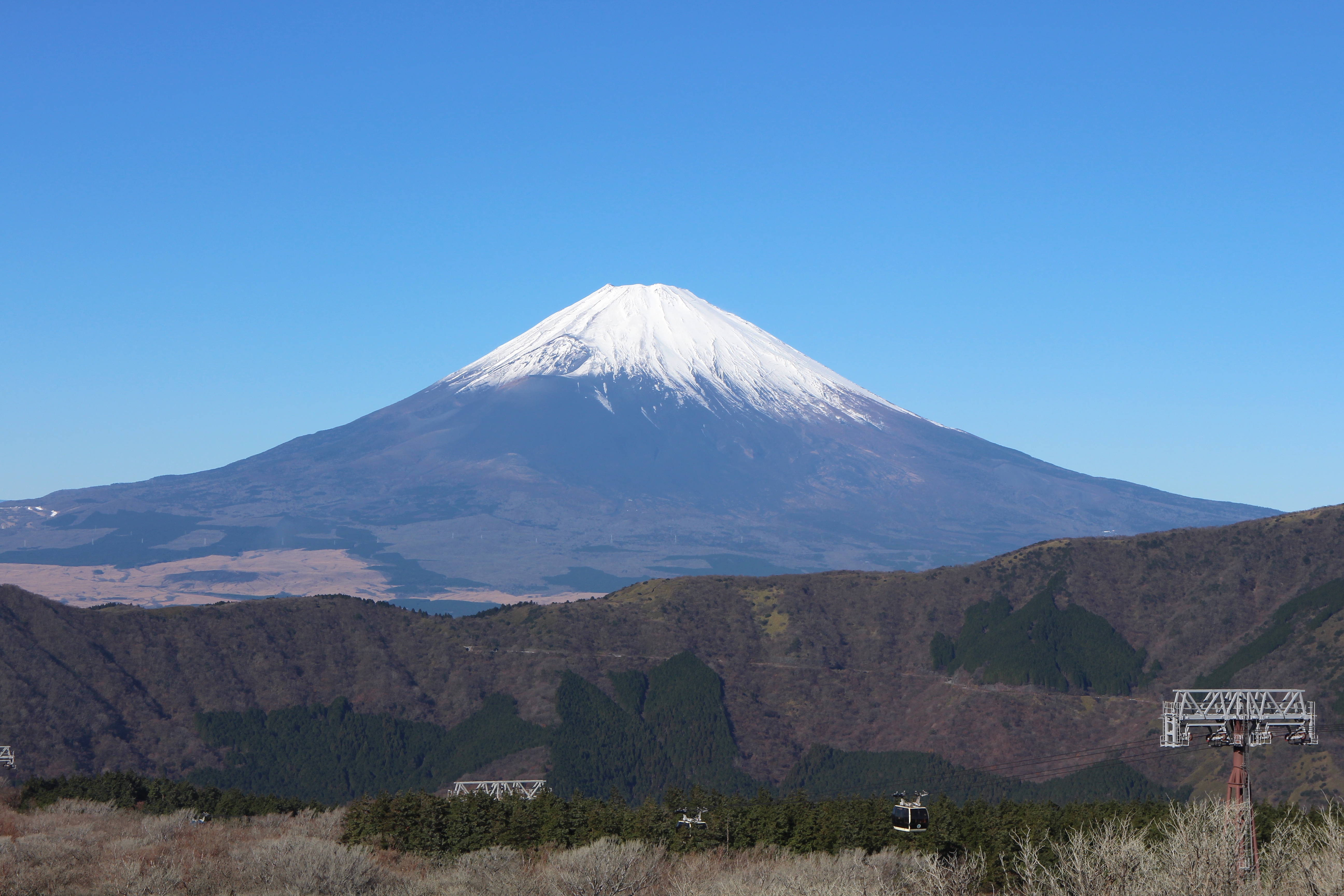
Гора Фудзі часто використовується як культурна інона Японії.

Культурна ікона — людина або артефакт, який ідентифікується представниками культури як подання їхньої культури. Процес ідентифікації є суб'єктивним, і «ікони» оцінюються за мірою, до якої їх можна розглядати як справжній символ даної культури. Коли люди сприймають культурну ікону, вони пов'язують її зі своїм загальним уявленням про представлену культурну самобутність. Також ікони можна визначити як автентичне представлення практик однієї культури іншою.
У масовій культурі термін «ікона» використовується для опису широкого кола людей, місць і речей. Деякі дописувачі вважають, що цим словом зловживають.

## Приклади

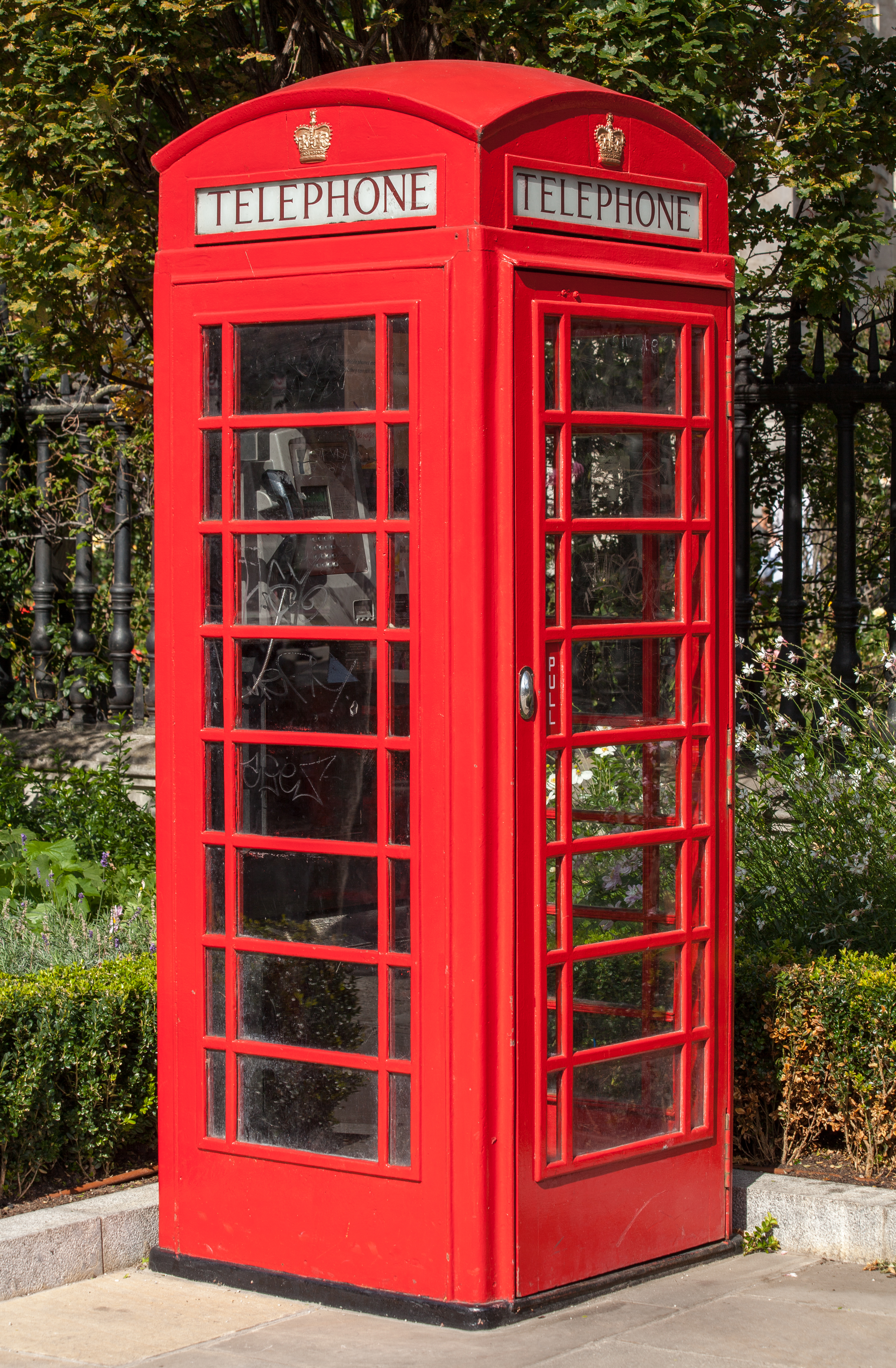
Червона телефонна будка — британська культурна ікона.

За даними Canadian Journal of Communication, академічна література описує все нижче перераховане як «культурні ікони»: Шекспір, Опра Вінфрі, Бетмен, «Енн із Зелених Дахів», «Ковбой», поп-співачки 1960-х, кінь, Лас-Вегас, бібліотека, лялька Барбі, ДНК і «Нью-Йорк Янкіз». 2006 року було проведено веб-опитування, яке дозволило громадськості висувати свої пропозиції національних символів Англії; результати показують різноманітність вибору ікон, пов'язаних з англійським поглядом на англійську культуру. Одним із прикладів є червоний двоповерховий автобус Рутмастер.
Матрьошка в усьому світі вважається культурною іконою Росії. Натомість у Радянському Союзі серп і молот та статуї Володимира Леніна представляли найвидатніші культурні символи країни.
Цінності, норми та ідеали, представлені культурною іконою, відрізняються серед людей, які ототожнюють себе з нею, і тим паче серед тих, хто може інтерпретувати культурні ікони як символи зовсім інших цінностей. Наприклад, яблучний пиріг є культурною іконою Сполучених Штатів, але його значення у різних американців різне.
Національні символи можуть стати мішенями для тих, хто виступає проти режиму або критикує його, наприклад, для натовпу, який руйнував статуї Леніна в Східній Європі після падіння комунізму або спалює американський прапор на знак протесту проти дій США за кордоном.
Релігійні ікони також можуть стати культурними іконами в суспільствах, де релігія та культура тісно переплетені, наприклад зображення Мадонни в суспільствах із сильною кафоличною традицією.

## Критика
Опис чогось як «культового» чи «ікони» стало дуже поширеним у популярних ЗМІ та Інтернеті. Це викликало критику з боку деяких дописувачів. Наприклад, автор у Liverpool Daily Post називає «ікону» «словом, від якого моє тіло мурашиться», і словом, яке «використовується для опису майже будь-чого». Марк Ларсон з Christian Examiner назвав слово «культовий» (англ. iconic) надто вживаним, знайшовши понад 18 000 випадків його вживання тільки в новинах, а також ще 30 000 випадків вживання «ікони» (англ. icon).

## Види
- Архітектурна ікона
- Гей-ікона
- Поп-ікона